# Неділько Сергій Миколайович
Сергій Миколайович Неділько (нар. 24 червня 1957, Свердловськ, РРФСР, СРСР) — український науковець, педагог, керівник у галузі авіаційної освіти, професор, доктор технічних наук.

## Біографія
Закінчив Кіровоградське льотно-штурманське училище цивільної авіації у 1976 році, після чого працював диспетчером служби руху Бориспільського об'єднаного авіаційного загону.
У 1982 році отримав вищу освіту на командному факультеті Ленінградської Академії цивільної авіації, де потім працював старшим викладачем кафедри управління повітряним рухом.

## Діяльність у Льотній академії
З 1987 року почав працювати у Державній льотній академії України (нині — Льотна академія Національного авіаційного університету). Послідовно обіймав посади:
- старшого викладача
- завідувача кафедри управління повітряного руху
- проректора з навчальної та наукової роботи — директора інституту аеронавігації
- першого проректора з наукової і навчальної роботи

З лютого 2009 року по 4 березня 2021 року очолював академію на посаді ректора, після чого став виконуючим обов'язки начальника.

## Науково-педагогічна діяльність
У 1985 році закінчив аспірантуру та захистив дисертацію на здобуття ступеня кандидата технічних наук, у 2011 року дисертацію на здобуття ступеня доктора технічних наук.
Неділько С.М. є автором навчальної дисципліни «Механізм розвитку особливих ситуацій у польоті». Основні напрями наукових досліджень:
- забезпечення функціональної стійкості системи керування повітряним рухом у критичних та аварійних ситуаціях
- розроблення інтелектуальних тренажерних засобів професійної підготовки фахівців з обслуговування повітряного руху
- впровадження нових форм підвищення ефективності підготовки кадрів для авіаційної галузі.

Під керівництвом Неділька С.М. в академії було засновано:
- центр підвищення кваліфікації фахівців обслуговування повітряного руху
- факультет післядипломної освіти
- магістратуру
- факультет заочного навчання
- навчально-наукові виробничі комплекси

## Основні праці
1. "Глобальні супутникові системи навігації та обслуговування повітряного руху" (навчальний посібник, співавтор), Кіровоград, 2001
2. "Авиационная педагогика" (підручник, співавтор), Москва-Кіровоград, 2005
3. "Організація систем управління космічних апаратів" (навчальний посібник, співавтор), Кіровоград, 2013
4. Проблема забезпечення функціональної стійкості автоматизованої системи управління повітряним рухом [Електронний ресурс] / С. М. Неділько // Сучасні інформаційні технології у сфері безпеки та оборони. - 2010. - № 3. - С. 23-26.[7]
5. Система показників і критеріїв для формалізації процесів забезпечення функціональної стійкості систем управління повітряним рухом [Електронний ресурс] / С. М. Неділько // Управління розвитком складних систем. - 2011. - Вип. 7. - С. 102-105.[8]
6. Понятійний апарат функціональної стійкості автоматизованих систем управління повітряним рухом [Електронний ресурс] / С. М. Неділько // Авиационно-космическая техника и технология. - 2011. - № 7. - С. 225–229.[9]
7. Формування процедури виявлення існуючої області надмірності та її використання для забезпечення функціональної стійкості автоматизованої системи управління повітряним рухом [Електронний ресурс] / С. М. Неділько, В. М. Неділько // Авиационно-космическая техника и технология. - 2011. - № 4. - С. 90–93.[10]
8. Дослідження математичної формалізації функціональної стійкості автоматизованої системи управління повітряним рухом [Електронний ресурс] / С. М. Неділько // Збірник наукових праць Харківського університету Повітряних сил. - 2011. - Вип. 1. - С. 47-50.[11]
9. Навчальна платформа Moodle як запорука якісної професійної підготовки майбутніх фахівців [Електронний ресурс] / С. М. Неділько, О. О. Чумак, Т. С. Плачинда // Педагогічний альманах. - 2017. - Вип. 36. - С. 116-121.[12]
10. Концепція систематизованого управління польотом безпілотних літальних апаратів [Електронний ресурс] / В. В. Єршов, О. В. Ізвалов, С. М. Неділько В. М. Неділько // Комп'ютерно-інтегровані технології: освіта, наука, виробництво. - 2020. - № 40. - С. 23-30.[13]

## Громадська діяльність
Був депутатом Кіровоградської міської ради четвертого та п'ятого скликань від Партії регіонів, яка була заборонена в Україні в 2022 році. 

## Нагороди та відзнаки
- Нагрудний знак «Відмінник освіти України»
- Почесна грамота Кіровоградської міської ради та виконавчого комітету
- Відзнака виконавчого комітету Кіровоградської міської ради «За заслуги» II ступеня
- Звання «Почесний громадянин міста Кіровограда» (присвоєно рішенням Кіровоградської міської ради 14 вересня 2010 року)[15]